# Massa d'Albe
Massa d'Albe è un comune italiano di 1 332 abitanti della provincia dell'Aquila in Abruzzo. 
Nel suo territorio si trova il sito archeologico di Alba Fucens.

## Geografia fisica
Il nucleo centrale dell'abitato, situato sul versante nord orientale dei piani Palentini, è adagiato alle pendici del monte Cafornia, una delle vette più alte dell'appennino abruzzese (2424 m s.l.m.). 
In un imbocco a nord-est dell'abitato si apre la valle Majelama che segna il confine tra il gruppo montuoso del monte Velino a nord-ovest e il gruppo dei monti della Magnola a sud-est. Parte del territorio è incluso nel parco naturale regionale Sirente-Velino e nella riserva naturale Monte Velino.
Il comune comprende l'abitato di Massa e le frazioni di Albe e Forme. 
Il sito archeologico di Alba Fucens è situato a pochi chilometri dal capoluogo comunale. Il valico di Fonte Capo la Maina mette in comunicazione il territorio ad Ovindoli e agli impianti sciistici del monte Magnola.

## Storia

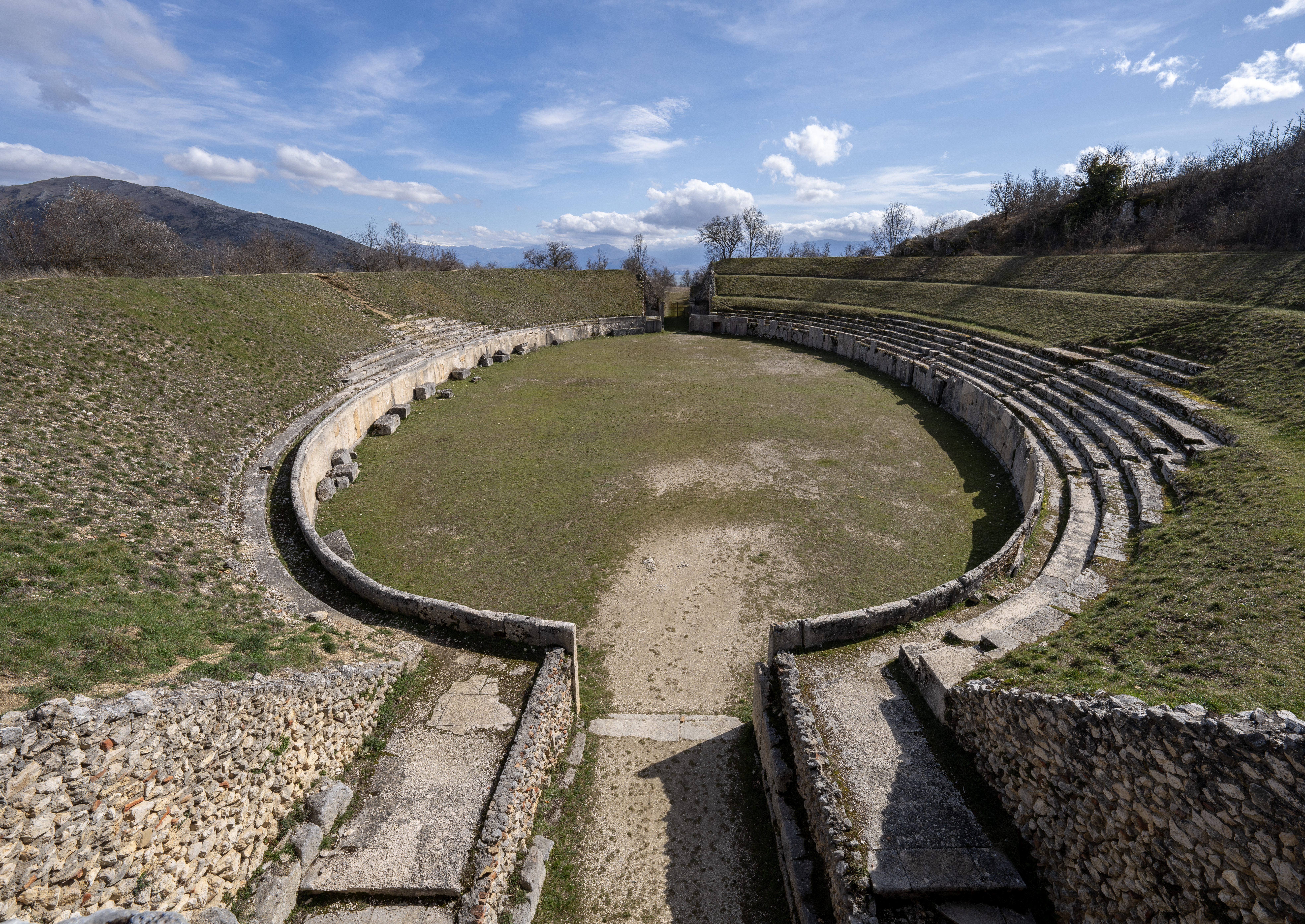
Anfiteatro di Alba Fucens

I nuclei originari del centro marsicano furono abitati nel XIV secolo in seguito all'abbandono dell'antica città di Alba Fucens da parte dei suoi abitanti. Incluso nella contea di Albe e successivamente nel ducato di Tagliacozzo fu un feudo, durante il XIV secolo, della famiglia Durazzo, per poi essere ceduta successivamente alla famiglia romana degli Orsini. Il territorio nel corso del Quattrocento passò sotto il controllo dei Colonna, dei Caldora, per tornare agli Orsini seppure in modo discontinuo, dagli ultimi anni del secolo e per un lungo periodo nuovamente ai Colonna, fino all'eversione della feudalità che avvenne ufficialmente nel 1806.
Nel 1830 le frazioni di Albe, Castelnuovo, Antrosano e San Pelino tentarono invano di essere incluse nel territorio comunale di Avezzano. La perdita amministrativa di tre di queste frazioni avverrà oltre un secolo dopo: nel 1937 con la momentanea autonomia di San Pelino che due anni dopo sarà assorbita dal comune di Avezzano, e nel 1959 e 1960 con l'annessione all'ente comunale avezzanese di Antrosano e Castelnuovo.
Il centro contemporaneo è il risultato della ricostruzione congiunta di due villaggi una volta distinti, Massa e Corona, quasi del tutto distrutti dal terremoto della Marsica del 1915. Durante la seconda guerra mondiale Massa fu sede di un comando delle SS naziste che presidiarono la linea Gustav approntata per fini difensivi dai tedeschi nell'Italia centrale. Il diroccato castello Orsini di Albe Vecchia fu una delle postazioni scelte dai tedeschi tornando a svolgere, dopo tanti secoli, funzioni strategiche militari. Per questo motivo Massa fu teatro di una significativa attività partigiana. Il paese non fu risparmiato dai bombardamenti aerei degli Alleati; in particolare il 12 maggio 1944 le bombe sganciate dalle fortezze volanti provocarono 41 vittime e danni gravi.

### Simboli
Lo stemma e il gonfalone sono stati concessi con decreto del presidente della Repubblica del 17 aprile 1990.
Il gonfalone è un drappo partito di bianco e di rosso.

## Monumenti e luoghi d'interesse

### Architetture religiose

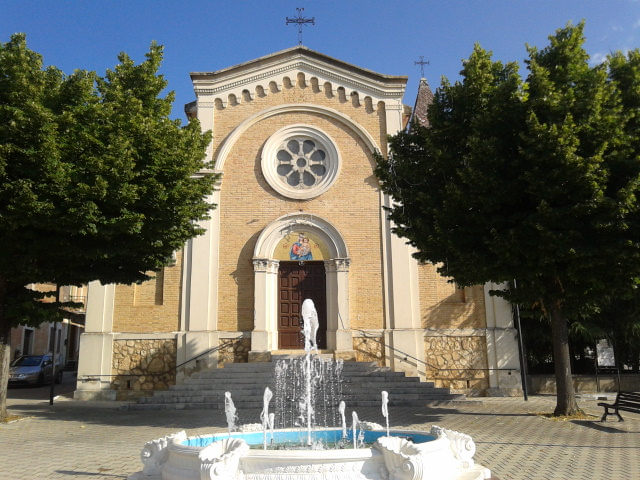
Chiesa di Santa Maria

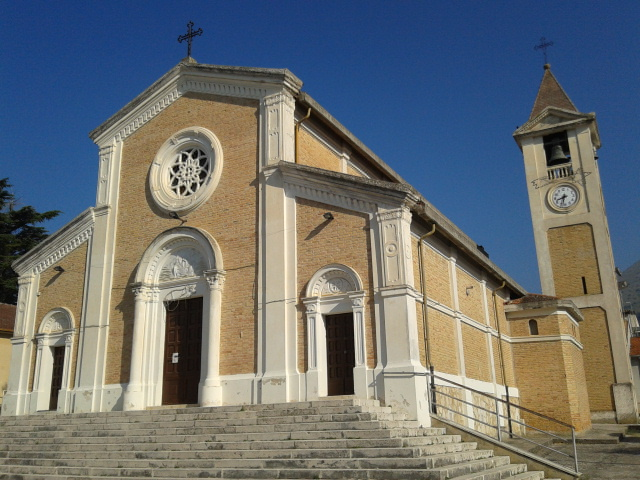
Chiesa dei Santi Fabiano e Sebastiano

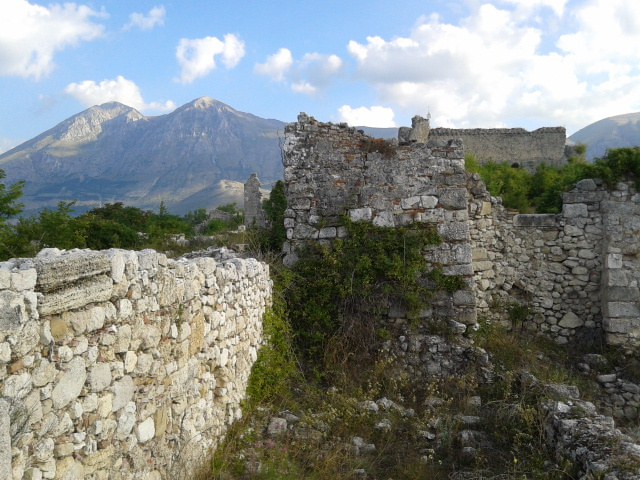
Ruderi di Albe Vecchia

Chiesa di San Pietro in AlbeIn stile romanico rappresenta uno dei monumenti più importanti della regione abruzzese per l'architettura, l'arredo decorativo e la suppellettile ecclesiastica. In origine si potevano ammirare gli affreschi del XIV-XVI secolo, una cappella interna del periodo tardo-gotico, due monofore sulla parete del versante sud della chiesa, il portale della torre campanaria ed il convento; nel settecento furono realizzati alcuni ammodernamenti in stile barocco. Della chiesa odierna si ammirano il volto romanico, restituito dal restauro effettuato, negli anni cinquanta del novecento, dalla Soprintendenza ai beni culturali. Durante il restauro si è provveduto alla ricostruzione delle parti dell'antica chiesa distrutte dal terremoto del 1915. Alcune parti sono state tutelate dopo il sisma, insieme alle opere sacre salvate dal crollo, con il trasferimento nel Museo d'arte sacra della Marsica a Celano.
- Chiesa di Santa Maria.
- Chiesa della Madonna di Ripoli. In stile moderno, nell'interno a navata unica conserva un affresco una statua raffiguranti la Madonna con Bambino.
- Chiesa dell'Immacolata Concezione. L'interno è ad un'unica navata.
- Chiesa dei Santi Fabiano e Sebastiano. La facciata tripartita è caratterizzata da un rosone monumentale e tre portali con lunette, cui corrispondono le tre navate interne. Negli interni vi sono alcuni dipinti di santi e diverse vetrate policrome.
- Santuario della Madonna del Fulmine. L'interno contiene vari dipinti della Madonna con Bambino.
- Ruderi della chiesa di Santa Maria in Albe.
- Chiesa di San Nicola ad Albe.
- Chiesa di San Teodoro a Forme.
- Chiesa degli Alpini, cappella in stile moderno. Costruita nel 1997 è situata alle pendici del monte Magnola[17].

### Architetture militari
Castello Orsini è una fortezza, che si trova in cima alla collina di San Nicola, gravemente danneggiata dal terremoto della Marsica del 1915. La struttura fu proprietà nel quattrocento dei Conti dei Marsi. Nel XIII secolo Carlo I d'Angiò, dopo la vittoria della battaglia di Tagliacozzo su Corradino di Svevia, distrusse il borgo e la rocca per punire gli abitanti che avevano incautamente parteggiato in favore dei ghibellini. Gli Orsini, ritenendo il luogo ancora militarmente strategico, tanto che vollero riedificare il castello. Durante la seconda guerra mondiale le SS naziste lo riutilizzarono per scopi militari. La struttura è a pianta rettangolare con quattro torri circolari poste ai lati. Una parte della struttura è crollata a causa del sisma, così come le due torri di vedetta. Visibili le decorazioni cinquecentesche di beccatelli sulle due torri parzialmente rimaste in piedi.

### Siti archeologici

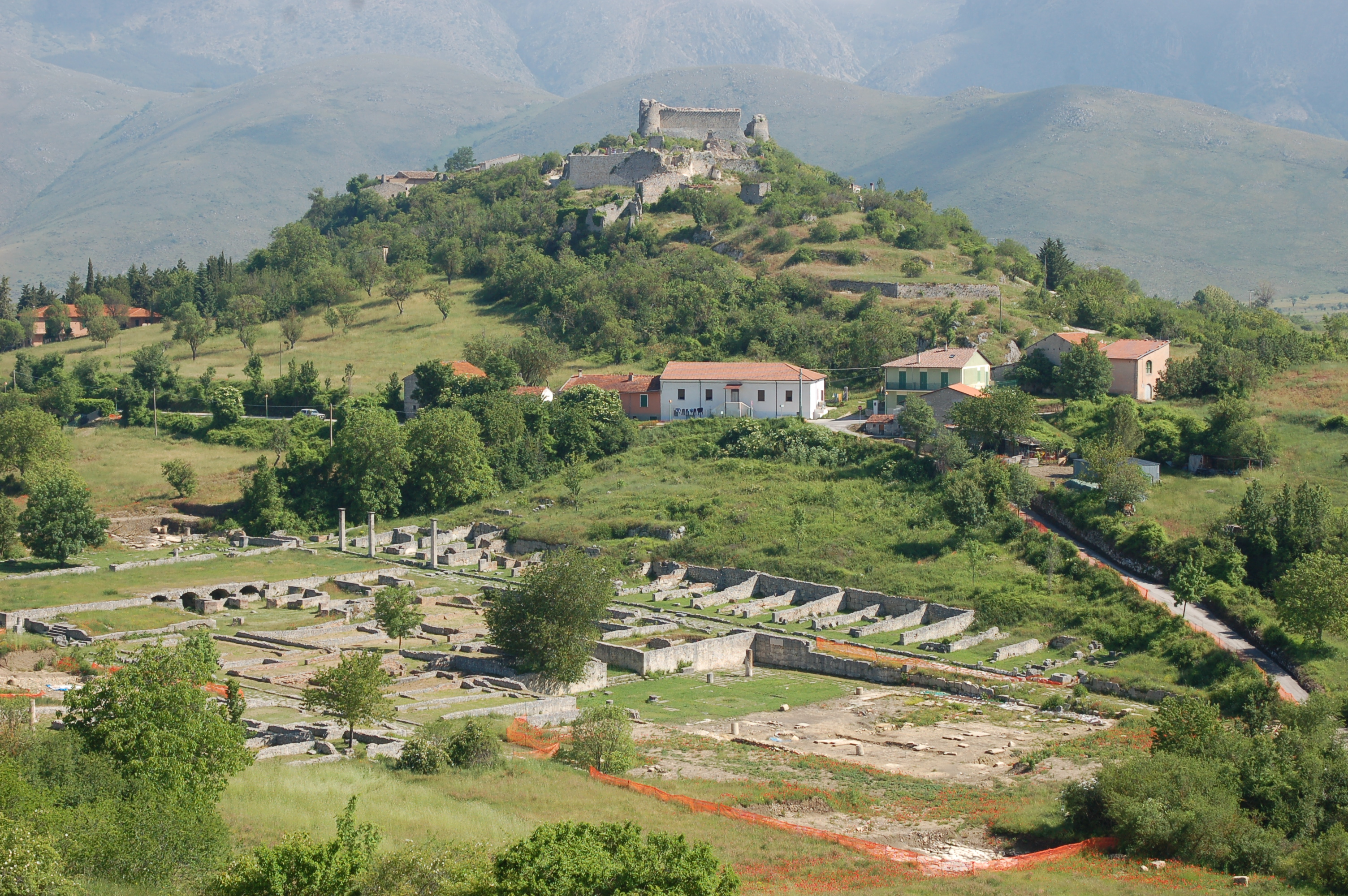
Castello Orsini di Albe e sito archeologico di Alba Fucens

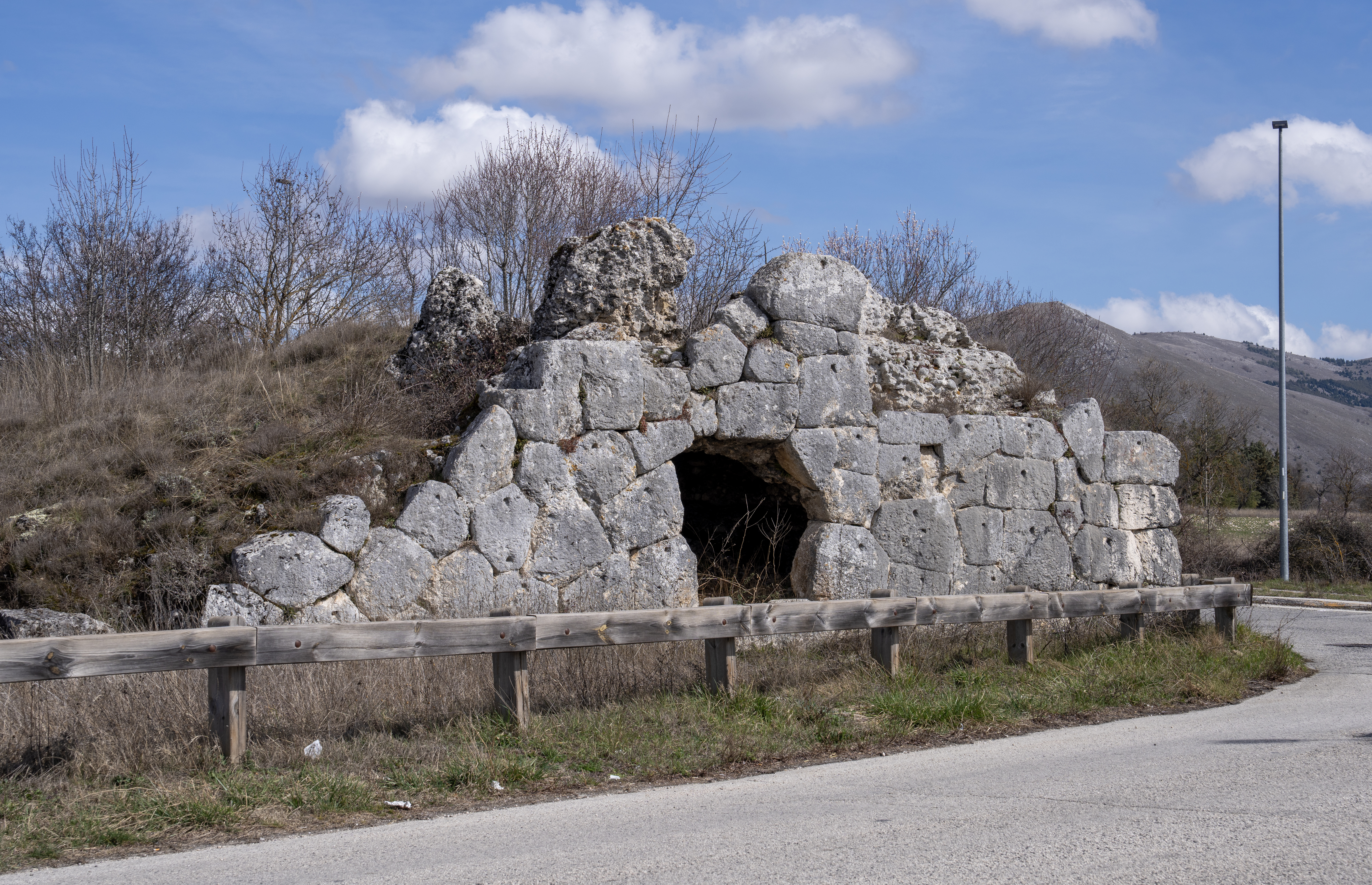
Resti del sifone rovescio dell'acquedotto romano di Alba Fucens

Alba FucensAntica colonia e città commerciale di epoca romana. Le numerose opere rinvenute dalla spedizione archeologica del belga Fernand De Visscher, sotto la direzione di Joseph Mertens, sono state trasferite nel museo archeologico nazionale d'Abruzzo di Chieti, mentre il materiale documentaristico e i lucidi relativi ai lavori di scavo si trovano presso l'"academia belgica" a Roma. Non distante dal sito ci sono i ruderi del castello Orsini e del borgo medievale di Albe Vecchia.
Resti dell'acquedotto romanoSituato oltre le mura di Alba Fucens, tra la sorgente di Sant'Eugenia, alle pendici del Velino-Magnola a circa 1120 m s.l.m. e la località di Arci sono visibili i resti di un acquedotto di epoca romana (età tardo-repubblicana) che collegava la sorgente di Santa Eugenia con l'area di Fonte Capo la Maina, Forme, Arci e, infine, con la città romana.

### Albe Vecchia
I resti del paese originario di Albe si trovano sul colle di San Nicola che sovrasta il sito archeologico di Alba Fucens. Il centro medievale, distrutto completamente dal terremoto del 1915, è stato ricostruito delocalizzando più in basso le nuove abitazioni, in posizione contigua al sito. I ruderi della cittadella sono dominati dai resti del castello Orsini.

### Aree naturali

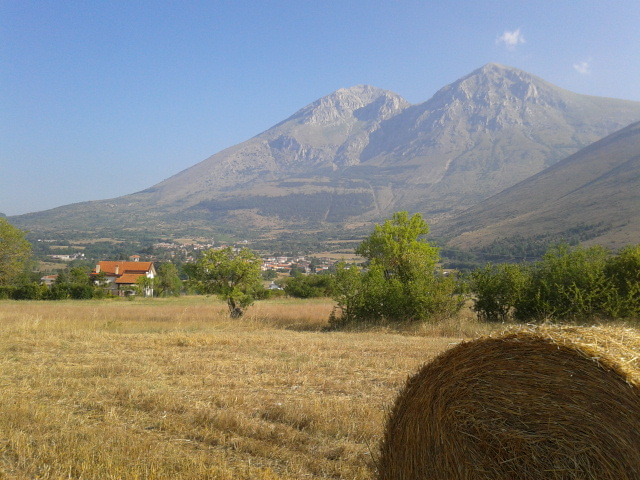
Il massiccio del monte Velino

Riserva naturale Monte VelinoLa riserva naturale Monte Velino è un'area naturale protetta abruzzese istituita nel 1987. Occupa una superficie montana di 3550,00 ha tra i comuni di Magliano de' Marsi e Massa d'Albe. Il monte Velino e l'area circostante, grazie alla tutela prevista per i parchi e alle attività di riforestazione e reinsediamento faunistico, costituiscono un habitat naturale per cervi, volpi, lepri, grifoni ed aquile. Attraverso i sentieri segnati dal Club Alpino Italiano è possibile raggiungere alcuni rifugi come Casale da Monte e Capanna di Sèvice.
Grotta di San BenedettoLa grotta, detta anche del Cristiano, è larga oltre venti metri e si trova a mezza costa sul monte Velino, a oltre 1600 m s.l.m. Lo storico Muzio Febonio nell'opera Historiae Marsorum riporta di un eremita che l'avrebbe abitata, non precisando però né l'identità né l'epoca. Pietro Antonio Corsignani scrisse invece della sepoltura di un eremita chiamato Beato Benedetto, probabilmente un francescano. Il corpo sarebbe stato spostato nella chiesa di San Pietro in Albe in un'urna funeraria in pietra che potrebbe essere riconducibile al sarcofago conservato all'interno della cripta.

## Società

### Evoluzione demografica
Abitanti censiti

### Etnie e minoranze straniere
I cittadini stranieri residenti a Massa d'Albe rilevati dall'Istat al 31 dicembre 2020 erano 67, pari circa al 5% della popolazione residente.

### Tradizioni e folclore

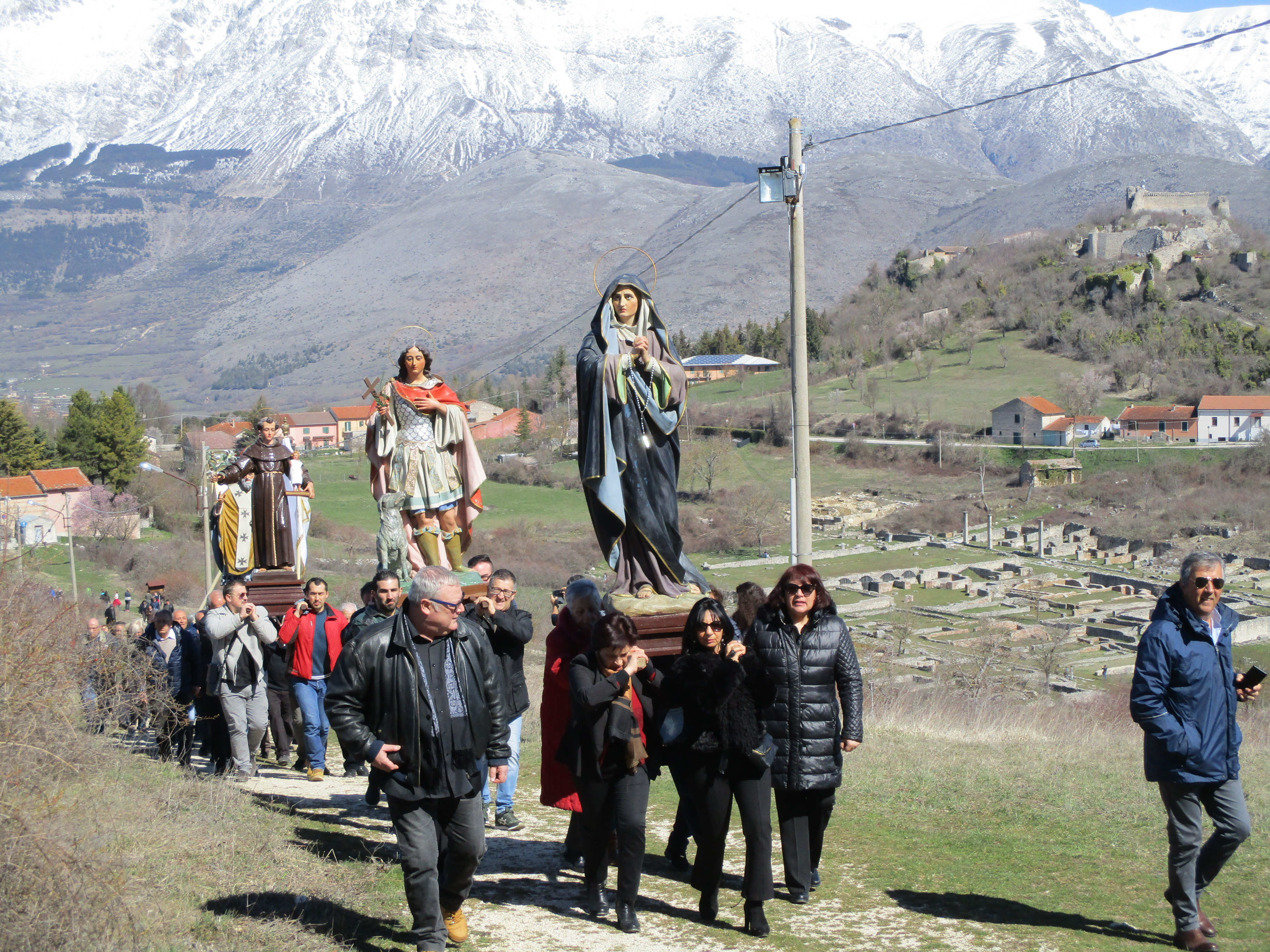
Processione delle Grandi Reliquie

- 20 gennaio: festa patronale di san Sebastiano e san Fabiano[26].
- Lunedì in Albis: processione delle Grandi Reliquie donate da Giovanna II di Napoli alla città con trasporto a spalla delle statue dei santi dalla chiesa di San Nicola ad Albe a quella di San Pietro ad Alba Fucens[27].
- agosto: sagra della Croccante, tipico dolce alle mandorle realizzato a Forme[28].
- 26 dicembre: celebrazione delle Piccole Reliquie[27].

## Economia

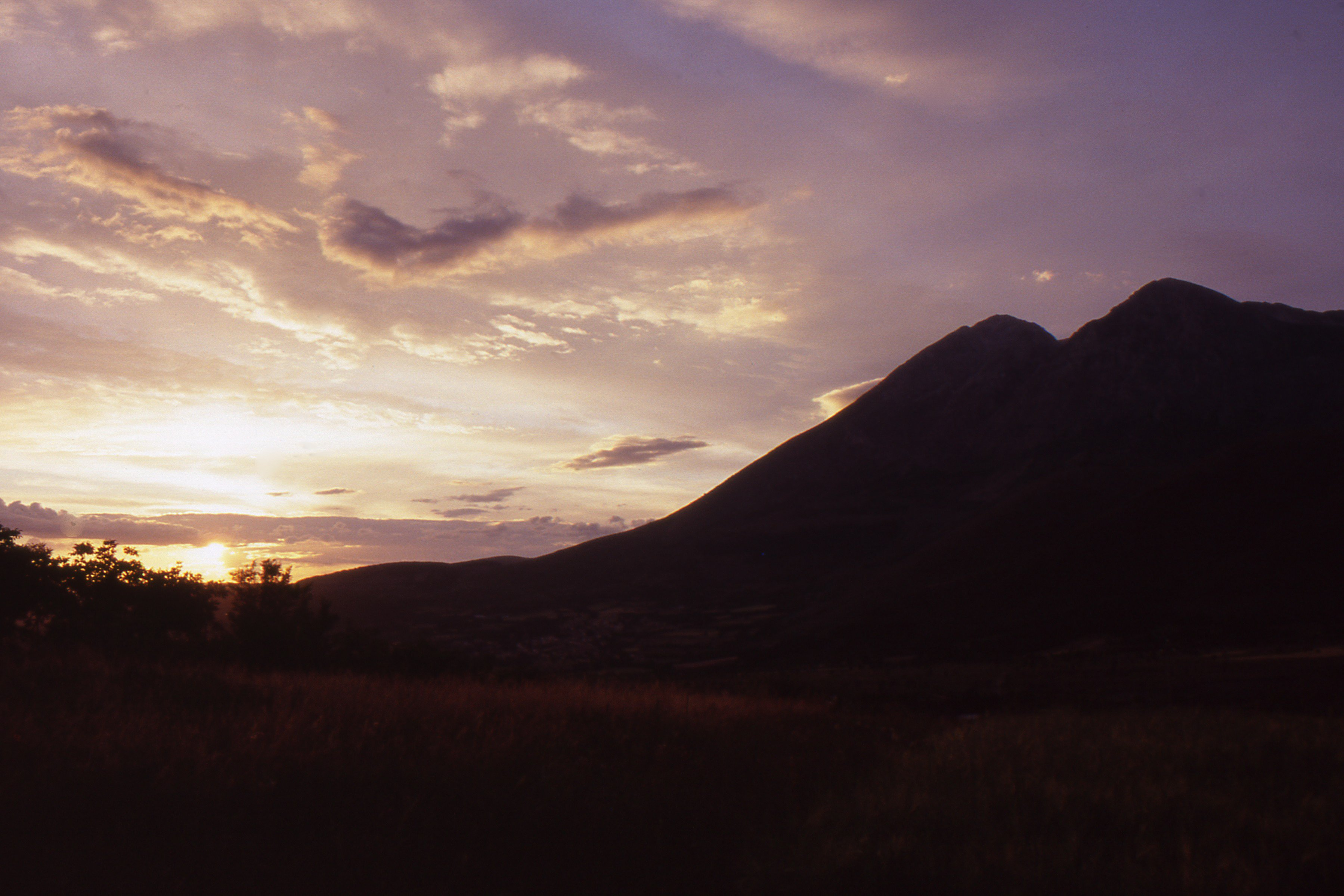
Il monte Velino e l'abitato di Massa d'Albe al tramonto

Molto attiva è l'industria estrattiva degli inerti destinati e derivati degli stessi destinati all'industria delle costruzioni.
Inoltre ci sono realtà industriali molto attive nel settore della raccolta e del recupero dei rifiuti le quali impiegano un buon numero di maestranze locali.

### Agricoltura
L'agricoltura e all'allevamento, hanno un ruolo marginale in termine di reddito e numero di occupati. Le coltivazioni sono distribuite ormai solo nelle aree più pianeggianti del territorio comunale. I terreni collinari sono ancora in parte coltivati a mandorlo. L'allevamento prevalente è quello di ovini e bovini e talvolta si pratica ancora il pascolo brado. All'agricoltura e all'allevamento si accompagna la produzione di miele e formaggi, la cucina tradizionale, la produzione di dolci caserecci e la macellazione del bestiame.

### Turismo
Massa d'Albe fa parte dell'associazione nazionale Borghi autentici d'Italia.
Il turismo, prevalentemente estivo, presenta un'offerta a basso impatto ambientale prevalentemente di tipo naturalistico e incentrata sul trekking, il biking, il bird-watching, l'alpinismo orizzontale e il free climbing. Numerosi i percorsi da poter seguire a piedi, a cavallo o in bici del "sentiero Slow" che collega Massa ad Alba Fucens e Magliano de' Marsi e quelli che dall'altura di Corona a 894 m s.l.m. portano ai numerosi rifugi del monte Velino e del parco naturale regionale Sirente-Velino.

## Amministrazione

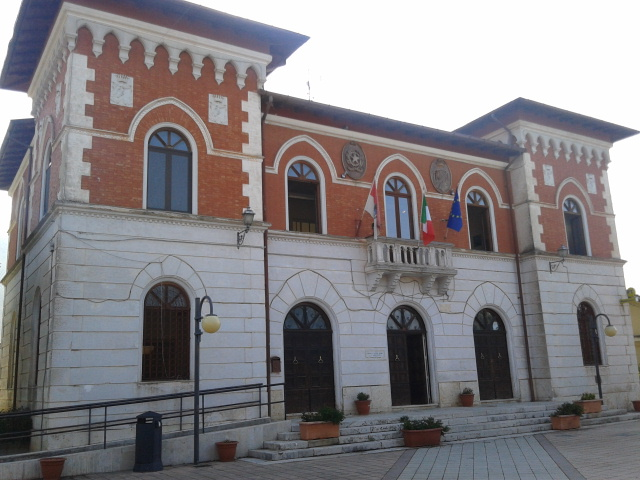
Municipio di Massa d'Albe

Sul sito del Ministero dell'interno sono disponibili i dati di tutte le elezioni amministrative di Massa d'Albe dal 1985 ad oggi.
| Periodo          | Periodo          | Primo cittadino        | Partito                                 | Carica      | Note   |
| ---------------- | ---------------- | ---------------------- | --------------------------------------- | ----------- | ------ |
| 21 novembre 1993 | 15 novembre 1997 | Giorgio Aldo Blasetti  | PSI                                     | Sindaco     |        |
| 16 novembre 1997 | 26 maggio 2002   | Giorgio Aldo Blasetti  | Lista civica                            | Sindaco     |        |
| 27 maggio 2002   | 2 aprile 2003    | Mario Vittorio Parlati | Lista civica                            | Sindaco     | [ 34 ] |
| 13 giugno 2004   | 28 marzo 2010    | Augusto Costa          | Lista civica                            | Sindaco     |        |
| 29 marzo 2010    | 30 maggio 2015   | Giorgio Aldo Blasetti  | Lista civica                            | Sindaco     |        |
| 31 maggio 2015   | 30 maggio 2017   | Giancarlo Porrini      | Lista civica Per il nostro territorio   | Sindaco     | [ 35 ] |
| 31 maggio 2017   | 9 giugno 2018    | Nicolino Bonanni       |                                         | Comm. pref. | [ 35 ] |
| 10 giugno 2018   | 14 maggio 2023   | Nazzareno Lucci        | Lista civica Rinnovamento ed esperienza | Sindaco     |        |
| 15 maggio 2023   | in carica        | Nicola Blasetti        | Lista civica Tradizione e innovazione   | Sindaco     |        |